# Селенич, Слободан

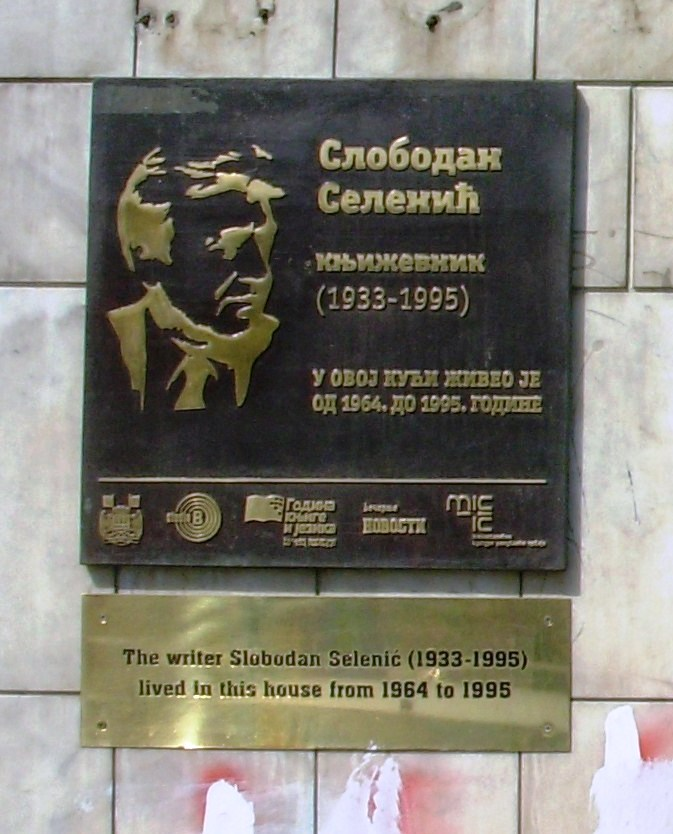
Мемориальная доска на доме, где жил Селенич

Слободан Селенич (серб. Слободан Селенић; 7 июня 1933, Пакрац, Королевство Югославия — 27 октября 1995, Белград) — сербский югославский писатель

, драматург, сценарист, литературный критик, педагог, член САНУ, профессор литературы XX века.

## Биография
Родился в семье педагогов. После окончания школы изучал английский язык и литературу на Факультете драматического искусства в Белграде. Учился в аспирантуре в Великобритании в 1950 году. После её окончания работал в редакции газеты «Borbа». В течение двух лет с 29-летнего возраста работал руководителем сербской киностудии «Avala Film», после чего занялся преподавательской и литературной деятельностью.
Автор романов, трёх пьес и ряда театральных и литературных критических статей.
Писать начал поздно, в возрасте тридцати пяти лет, и добился больших успехов, получил многочисленные награды. Был одним из самых читаемым авторов своего времени в СФРЮ, что подтверждается наградами Национальной библиотеки Сербии. Его роман «Умышленное убийство» был самой читаемой книгой в 1994 и 1995 годах. Его произведения богаты искусным построением языка, а его осведомлённость делает его одним из самых значительных писателей современного романа. Писатель, жёстко и честно изображавший действительность эпохи.
Был профессором факультета драматического искусства в Белграде.
Принят в члены Сербской академии наук и искусств 25 апреля 1991 г.
Умер в Белграде от рака

## Награды
- Октябрьская премия Белграда, 1969 г.
- Премия журнала НИН, 1980[3];
- Премия Национальной библиотеки Сербии, 1981 г.
- Премия Меши Селимович, 1989 г .
- Премия Национальной библиотеки, 1995 и 1996 годы;
- Премия за сценарий фильма «Преднамеренное убийство», 1996 год (посмертно).

## Избранные произведения
- Avangardna drama, антология (1964)
- Angažman u dramskoj formi (1965)
- Memoari Pere Bogalja (1968)
- Dramski pravci XX vijeka (1971)
- Pismo glava (1972)
- Antologija savremene srpske drame, антология (1977)
- Prijatelji (1980)
- Kosančićev vijenac 7 (1982)
- Očevi i oci (1985)
- Ruženje naroda (1987)
- Timor mortis (1989)
- Knez Pavle (1991)
- Ubistvo s predumišljajem, роман и сценарий (1993)
- Iskorak u stvarnost (1995)
- Dramski pravci XX vijeka (2003)
- Malajsko ludilo (2003)
- Dramsko doba (2005)

## Память
- Учреждена ежегодная литературная премия Слободана Селенича, которая присуждается в его честь за лучшую дипломную работу в его альма-матер.
- В Белграде установлена мемориальная доска.